# Kinského zahrada

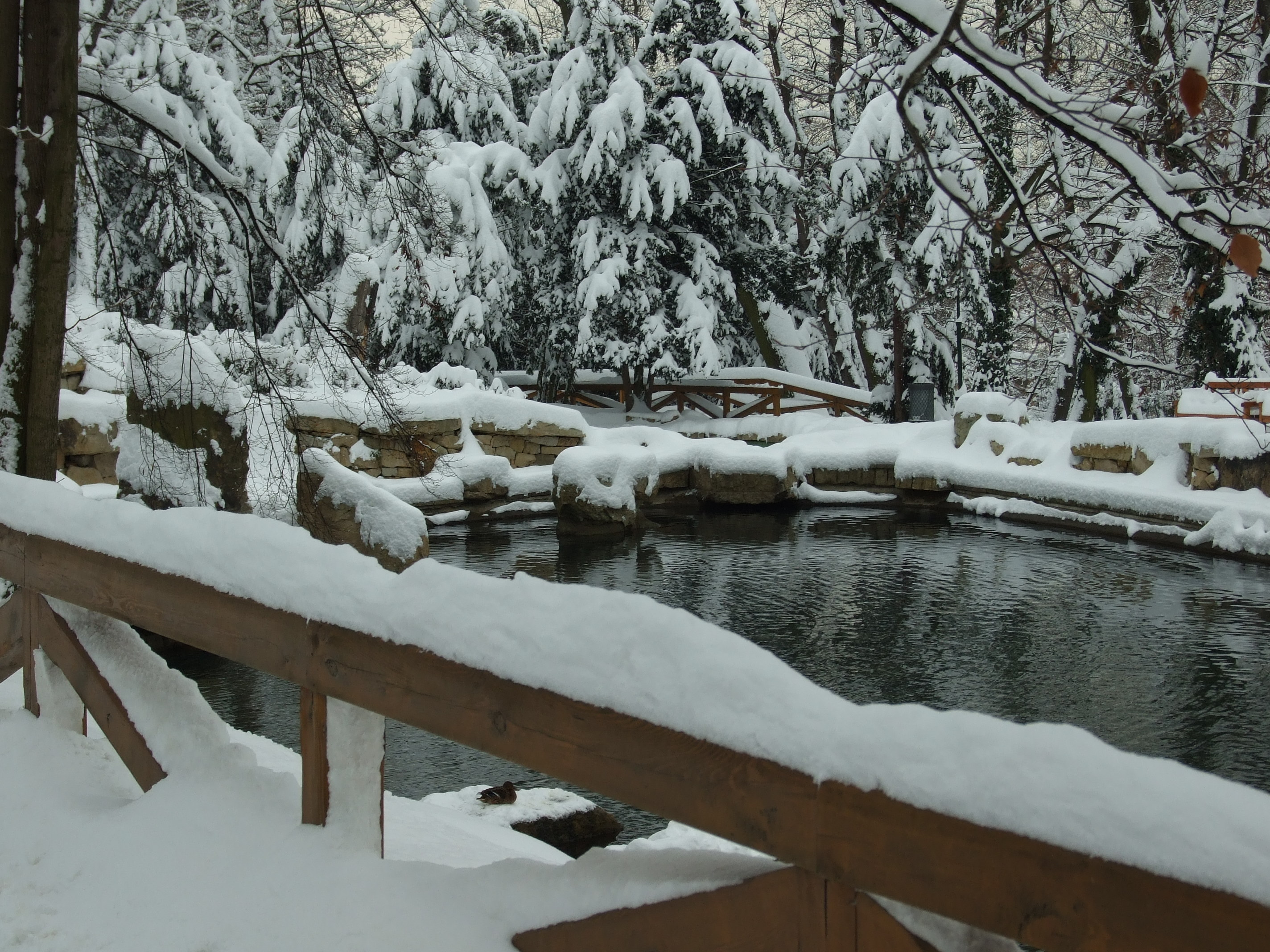
Jezírko v Kinského zahradě v zimě

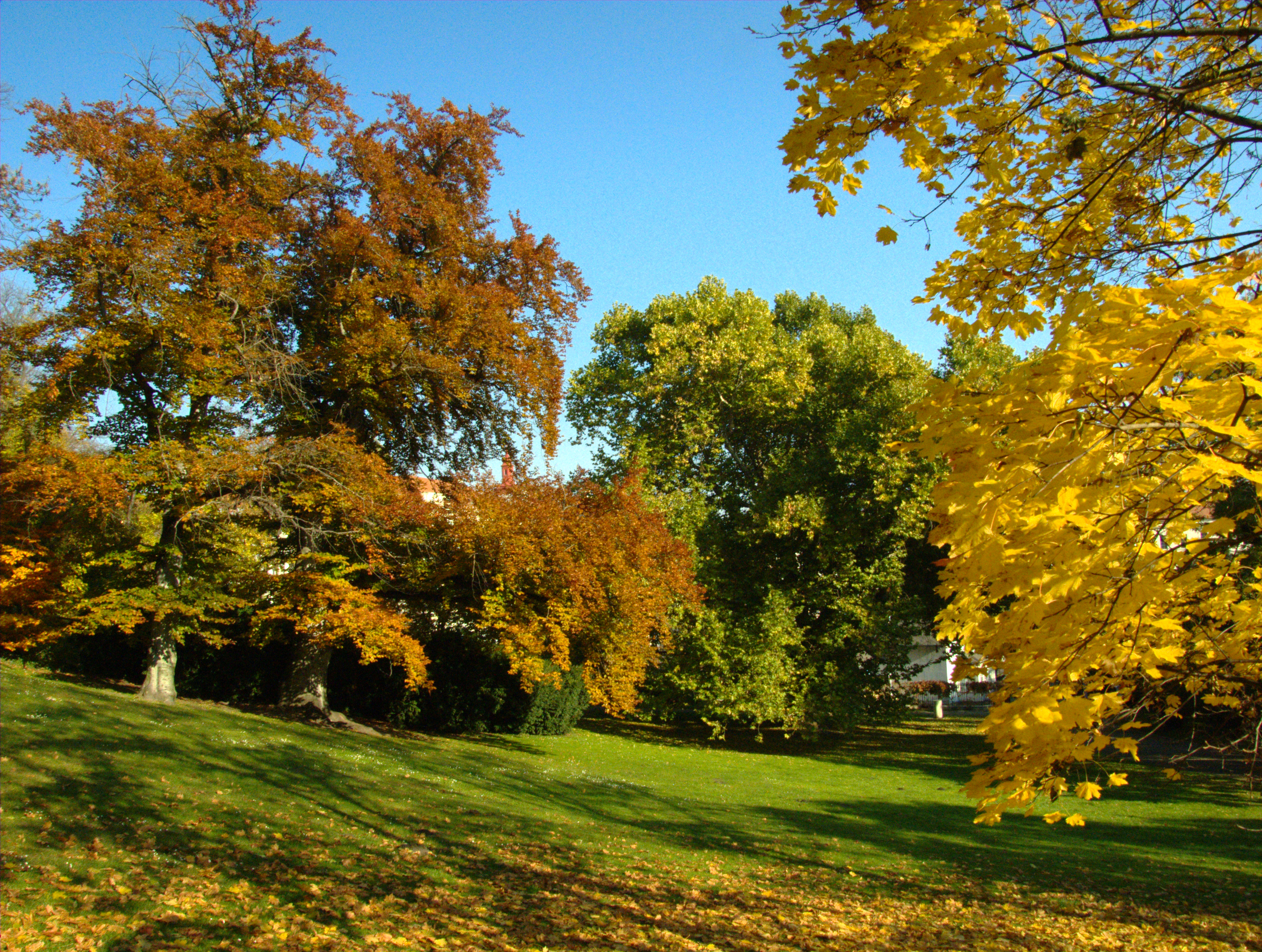
Zahrada na podzim

Kinského zahrada (také Kinského sady či zahrada Kinských) je park/lesopark v Praze na Smíchově. Spojuje oblast Holečkovy ulice s Petřínským vrchem, na jehož jižním a jihovýchodním úbočí se nachází; od malostranské části Petřína (zahrady Nebozízek) je Kinského zahrada oddělena Hladovou zdí. Zahrada se rozkládá v nadmořské výšce 200–315 metrů nad mořem a její rozloha činí 17 hektarů.

## Historie
Asi od 12. století se zde nacházely zahrady a vinice; později tu vznikaly i dvory a usedlosti. Dvůr a vinice v těchto místech patřily cisterciáckému klášteru v Plasích, pozemek na smíchovském úpatí Petřína u konce Hladové zdi měli i kartuziáni. Zdejší vinice byly zničeny napřed za husitských dob a poté znovu za třicetileté války. Kolem roku 1730 patřily do dvora Marie Anny Libštejnské z Kolovrat. Rozparcelováním zde vzniklo několik samostatných vinic a zahrad: Brabcová (kdysi patřila slepému vysloužilci Brabcovi), Husinka, Štikovna, Peldřimovka, Plaska a Mouřenínka. Postupně zpustly a místu se říkalo Vrabcovna, zřejmě podle někdejší viniční usedlosti Brabcové. Stálo tu několik obydlí a při nich malé zelinářské zahrady.
V letech 1798 a 1799 Marie Rosa Kinská (1758–1814) všechny tyto pozemky vykoupila s úmyslem vybudovat zde ovocný sad. V letech 1827–1831 její vnuk kníže Rudolf Kinský pozemek ještě rozšířil a nechal zde vybudovat anglický park a empírový letohrádek Kinských. Po jeho smrti výstavbu řídila vdova Vilemína Alžběta Kinská (1804–1871). Autorem budovy letohrádku a níže umístěného hospodářského objektu zvaného Švýcárna byl architekt Heinrich Koch, detaily stavby rozpracoval E. Kozlík.
Návrh na uspořádání anglického parku o rozloze cca 17 hektarů s rybníčky a vodopádem, skleníky a zelinářskou zahradou vypracoval hospodářský ředitel František Höhnel a úpravy byly dokončeny roku 1849. Pozdější úpravy navrhl zahradní architekt Friedrich Wünscher (1809–1894), definitivní podobu získal park roku 1860. Park tvoří dvě části, spodní plochá část s letohrádkem a Švýcárnou a stromovitá svahová část se dvěma okrasnými jezírky. Pro přívod vody z horní části Petřína bylo vybudováno několik štol. Nejdelší je Železitá štola o délce 100 metrů. Zámecká štola přivádí nejlepší vodu pro potřeby letohrádku. Voda ze štoly V kaštánkách vedla ke koňským stájím. Celková délka vodovodních štol byla 380 metrů. Dále bylo vybudováno zhruba deset skleníků pro teplomilné rostliny rozličných druhů.
Později prodával Karel Kinský přebytečnou vodu klášteru svatého Gabriela (s ústavem pro výchovu dívek), kterému také byla v osmdesátých letech 19. století odprodána jihozápadní část zahrady.
Zahrada sice nebyla volně veřejně přístupná, ale v paláci Kinských na Starém Městě bylo možno zakoupit vstupenky pro vstup do zahrady, a to pouze na dobu, kdy zde panstvo nebylo přítomno. V dobách největší slávy zahrady zde jako host pobýval i korunní princ Rudolf či arcivévoda František Ferdinand d'Este. Časem však rod Kinských o zahradu ztrácel zájem a uvažoval o její parcelaci pozemku na výstavbu vil a činžovních domů.
Po složitých jednáních roku 1901 zahradu s letohrádkem koupila pražská obec spolu se smíchovskou za 919 500 korun. Původní vybavení letohrádku bylo odvezeno do Kinského paláce v Praze a na rodové zámky Heřmanův Městec, Choceň a Česká Kamenice. V roce 1902 byly do vily umístěny sbírky Národopisného muzea, shromážděné zejména po Národopisné výstavě roku 1895 (v roce 1922 se pak Národopisné muzeum stalo součástí Národního muzea jako jeho národopisné oddělení).
Zahrada byla hned roku 1901 zpřístupněna veřejnosti. Proražením Hladové zdi byla propojena se zahradou Nebozízek. Roku 1908 byla zahrada renovována. Zahradu však kompozičně narušilo rozšíření Holečkovy ulice.
Původně ze zahrady měly být vybudovány národopisné sady, tedy skanzen lidové architektury, z finančních důvodů však byly tyto plány značně zredukovány. Zahrada byla ale postupně doplněna několika lidovými artefakty: dřevěnou zvoničkou z Dolních Bojanovic a barokními božími mukami, přenesenými k hornímu jezírku z dolní části Smíchova. V roce 1929 sem byl přenesen i dřevěný kostel svatého Michala z Podkarpatské Rusi, z Medvedovců u Mukačeva, který v roce 2020 shořel.
Roku 1902 byl u vchodu do zahrady při příležitosti výstavy děl Augusta Rodina postaven provizorní secesní pavilon spolku Mánes od Jana Kotěry, s dřevěnou konstrukcí štítu. Později byl přenesen na Kavalírku, přeměněn na filmový atelier a následně vyhořel.
V sousedství letohrádku byl v roce 1914 odhalen pomník herečky Hany Kvapilové od Jana Štursy.
V horní části zahrady bývala zahradní restaurace (původně empirový zahradní pavilon) a malý zookoutek, kde byli chováni daňci, kolouchové, pávi, bažanti, koroptve, kachny a labutě. Restaurace stejně jako bývalý domek pro zaměstnance jsou ve zdevastovaném stavu, bez střech, zůstaly z nich pouze obvodové zdi.

Začátkem 21. století prošla zahrada rekonstrukcí v ceně přes 300 milionů Kč, která byla dokončena roku 2010.

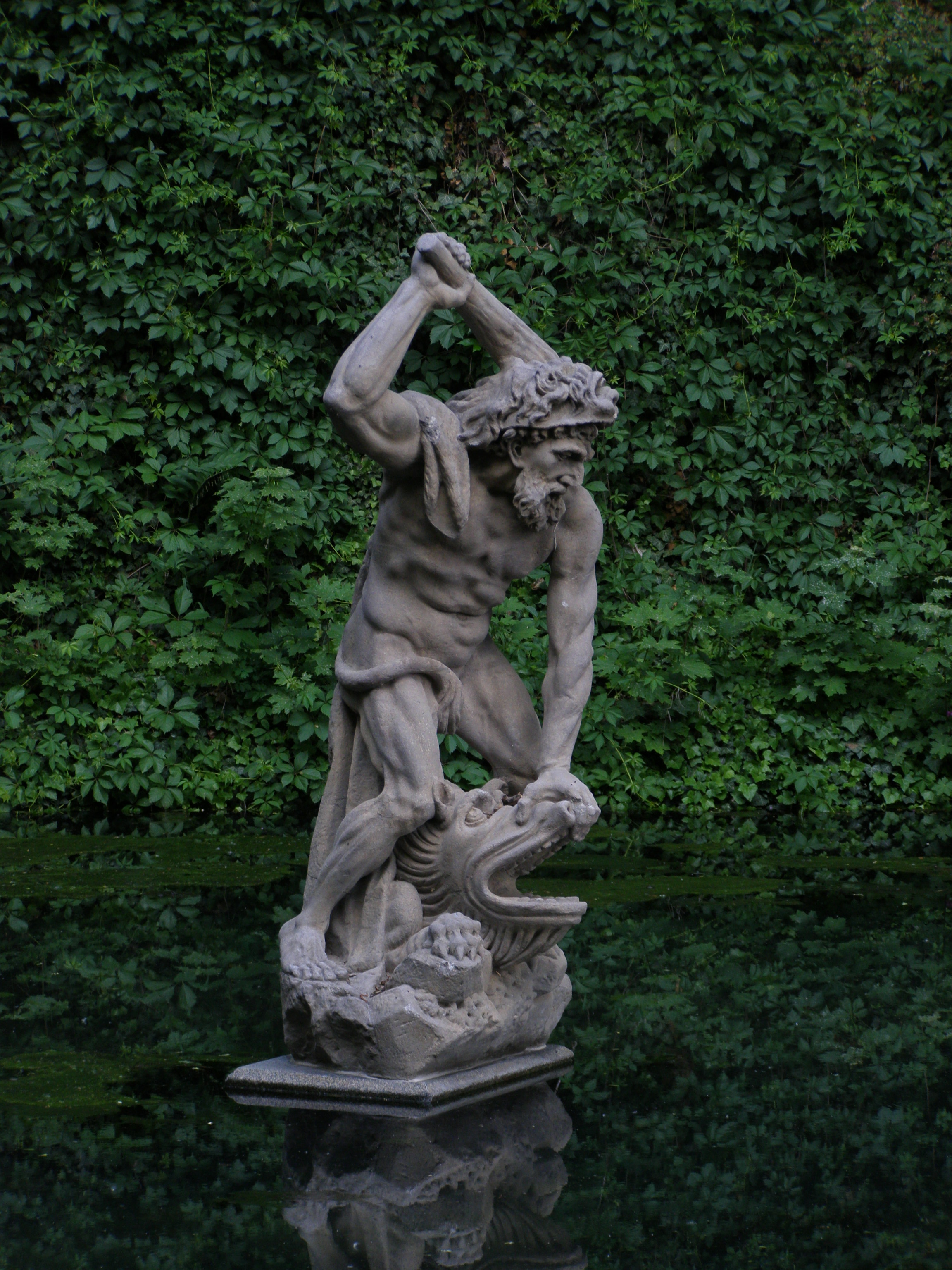
Socha Herkula v dolním jezírku Kinského zahrady

## Památky a objekty v zahradě

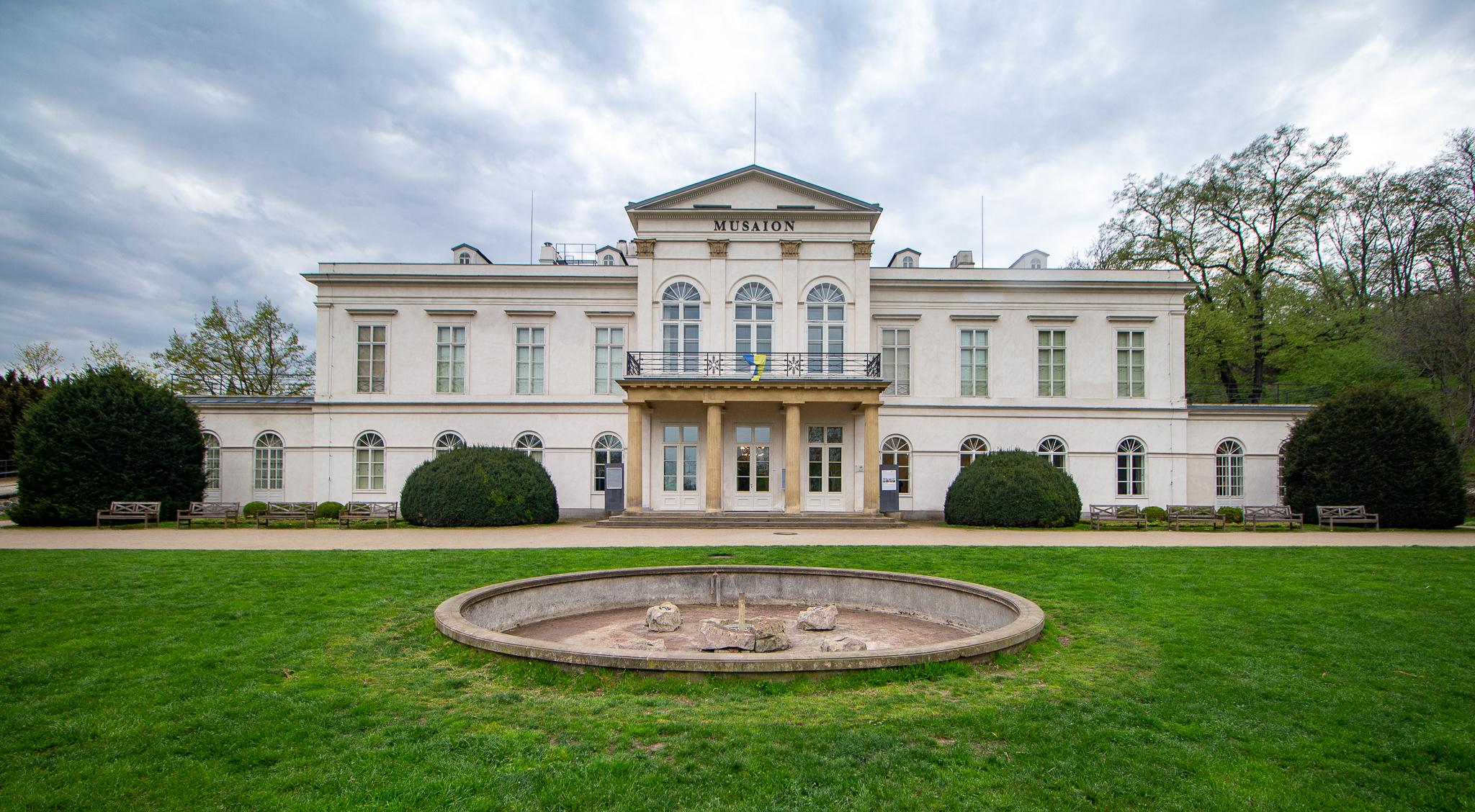
Letohrádek Kinských – Musaion

Zahrada s dalšími objekty je zapsána do seznamu nemovitých kulturních památek jako součást areálu označeného jako letohrádek Kinských (tvoří ho samotný letohrádek čp. 98, vrátnice č.p. 95 a zahrada). Většina svahovité části zahrady je také od roku 1988 součástí přírodní památky Petřín.
Letohrádek Kinských byl v roce 1986 pro havarijní stav uzavřen, po roce 1989 si jej pak město vyžádalo od státu v restituci, avšak na jeho rekonstrukci nenalezlo peníze, takže dále chátral, byl napaden dřevomorkou domácí, plísní i spodními vodami; v roce 1999 byl převeden do vlastnictví Národního muzea, za zhruba 100 milionů Kč zrekonstruován a roku 2005 znovuotevřen.
Bývalá vrátnice (náměstí Kinských 95/1) byla po roce 1989 zprivatizována a slouží jako rodinný dům. V roce 2001 majitel zahájil rekonstrukci, avšak protože podle statického posudku při stavebních pracích došlo k sesuvu, objekt zbořil a nahradil jej novým, větším domem. Tehdejší ředitel Státního památkového ústavu v hlavním městě Praze Ladislav Špaček se o údajném sesutí vyjadřoval s pochybnostmi, ústav nebyl o bourání památky informován. Podle odboru výstavby městské části Praha 5 domek neměl valnou historickou hodnotu a na seznam památek se dostal jen proto, že leží v chráněné zahradě Kinských. Za demolici objektu a následnou stavbu nového, většího domu namísto povolené rekonstrukce nebyla udělena pokuta.
Několik dalších chráněných objektů je součástí zahrady:
- Švýcárna (Petřínské sady čp. 97), bývalá kočárovna, trojkřídlá přízemní klasicistní budova z roku 1830 nedaleko vstupu do zahrady. Vlastníkem je Hlavní město Praha,
- bývalý domek zaměstnanců letohrádku a zahrady (Petřínské sady čp. 99), ve svahu v blízkosti bývalých skleníků. Byla to prostá klasicistní stavba z konce 19. století, částečně z opukového zdiva, původně se sedlovou střechou. Po roce 1989 zde krátce bydlel restituent, od roku 1993 dům patřil několika soukromým firmám, které se ho neúspěšně snažily opravit. Byl obydlen narkomany a bezdomovci a postupně zničen, v letech 1999 a 2002 opakovaně vyhořel,[8][9]
- pavilon zahradní restaurace (Petřínské sady čp. 242), původně zahradní pavilon postavený v horní části zahrady kolem roku 1830, rozsáhlá stavba s arkádovým portikem do zahrady a vstupní arkádou, na počátku 20. století upravená na zahradní restauraci ("Na jezírkách" či "U jezírka"), která sloužila svému účelu až do 70. let 20. století.[10] V 90. letech ji v rámci privatizace koupil od Restaurací a jídelen za 150 000 korun hudební skladatel Karel Svoboda, údajně aby zde zřídil Radio Vox.[11] Po vypracování několika projektů na rekonstrukci se realizace vzdal a v roce 2001, když městská část hrozila vyvlastněním,[11] ji nabídl k odkupu. Objekt dále chátral, [9] v roce 2002 vyhořel, poté různě měnil majitele a jeho záchrana není pravděpodobná;[10] nevede k němu žádná příjezdová cesta, zůstaly pouze zbytky obvodových zdí s částečně dochovanými římsami a zbytky krovu,
- chrám svatého archanděla Michaela z 2. poloviny 17. století, přenesen v roce 1929, v horní části zahrady. Kostel stál původně ve Velkých Loučkách, ale ty se z důvodu neúrody zadlužily a kostel prodaly v roce 1793 obci Medvedovce. Ta jej v roce 1929 věnovala Praze, stal se součástí národopisných sbírek Národního muzea. Na jeho sestavení osobně dohlížel farář z Medvedovců. V roce 2020 kostel vyhořel,
- skleníky: původně stálo ve svahu deset skleníků z 30. let 19. století určených pro tropické a subtropické rostliny. V roce 1965 byl zbořen poslední z nich, zůstaly pouze fragmenty,
- barokní socha Herkula z konce 17. století (byla do dolního jezírka přenesena z malostranské Kampy v roce 1939),
- bronzová socha lachtana od Jana Laudy umístěná do horního jezírka roku 1953,
- socha děvčete zvaná Čtrnáctiletá od Karla Dvořáka (stála u dolního vchodu do zahrady, před památným platanem. V prosinci 1993 byla socha v hodnotě 750 000 Kč odcizena a odprodána do starožitnictví za 35 000 Kč, policie však sochu vypátrala a dnes je socha uložena v depozitáři Galerie hlavního města Prahy),[2]
- pomník Hany Kvapilové od Jana Štursy z roku 1913 (byl umístěn v blízkosti letohrádku v roce 1914, architektonické řešení je od Josefa Gočára; pod pomníkem je pietně uložena urna s hereččiným popelem),
- pískovcová boží muka z roku 1686, u horního jezírka. Tvoří je hranolový sokl, toskánský sloup a kaplička s křížem. Na kapličce jsou figurální reliéfy morových světců a Ukřižovaného. Každý reliéf zároveň sloužil jako sluneční hodiny – jejich ukazatelem byly u reliéfu Krista kopí v Kristově hrudi (rozsah slunečních hodin: 4 – 12 – 2), u sv. Rocha poutnická hůl (rozsah hodin 10 – 12 – 8), u sv. Šebestiána šíp v hrudi (rozsah hodin 4 – 8). U sv. Rozálie se ukazatel času nedochoval, pravděpodobně jím byl stvol lilie (rozsah hodin 4 – 8). Jelikož jsou svatí Rozálie, Roch a Šebestián patroni proti nakažlivým nemocem, především moru, jedná se zřejmě o tzv. morový sloup. Byl vytvořen pro Jiřího Jana Raismana, od roku 1661 staroměstského radního[12] a majitele usedlosti Reismonka na Žižkově, u které byl původně sloup postaven.[13] Roku 1895 jej přenesli do staročeské vesnice v Národopisné výstavě konané ve Stromovce, po jejím skončení byl přemístěn nejprve do prostoru dnešní Nádražní ulice v Praze na Smíchově za smíchovským nádražím[14] a na začátku 20. století pak do Kinského zahrady,
- bazén, kruhová kamenná nádrž s vodotryskem,
- dřevěná moravská zvonice z Dolních Bojanovic, v blízkosti letohrádku. Tvoří ji čtvercový roubený domek s valbovou stříškou, jejímž středem prochází dřevěný sloupek s rozsochou a stříškou, pod níž je zvon.

Výraznou dominantou spodní části zahrady je památný platan javorolistý, vysazený pravděpodobně jako jedna z prvních dřevin při zakládání zahrady.
V zahradě jsou dvě dětská hřiště: jedno při dolním vstupu u náměstí Kinských, a druhé, využívající svažitosti terénu k umístění několika řad klouzaček, v horní části nad školou pro hluchoněmé. Do areálu je zakázán vjezd jízdních kol a od roku 2016 i segwayů.

## Galerie

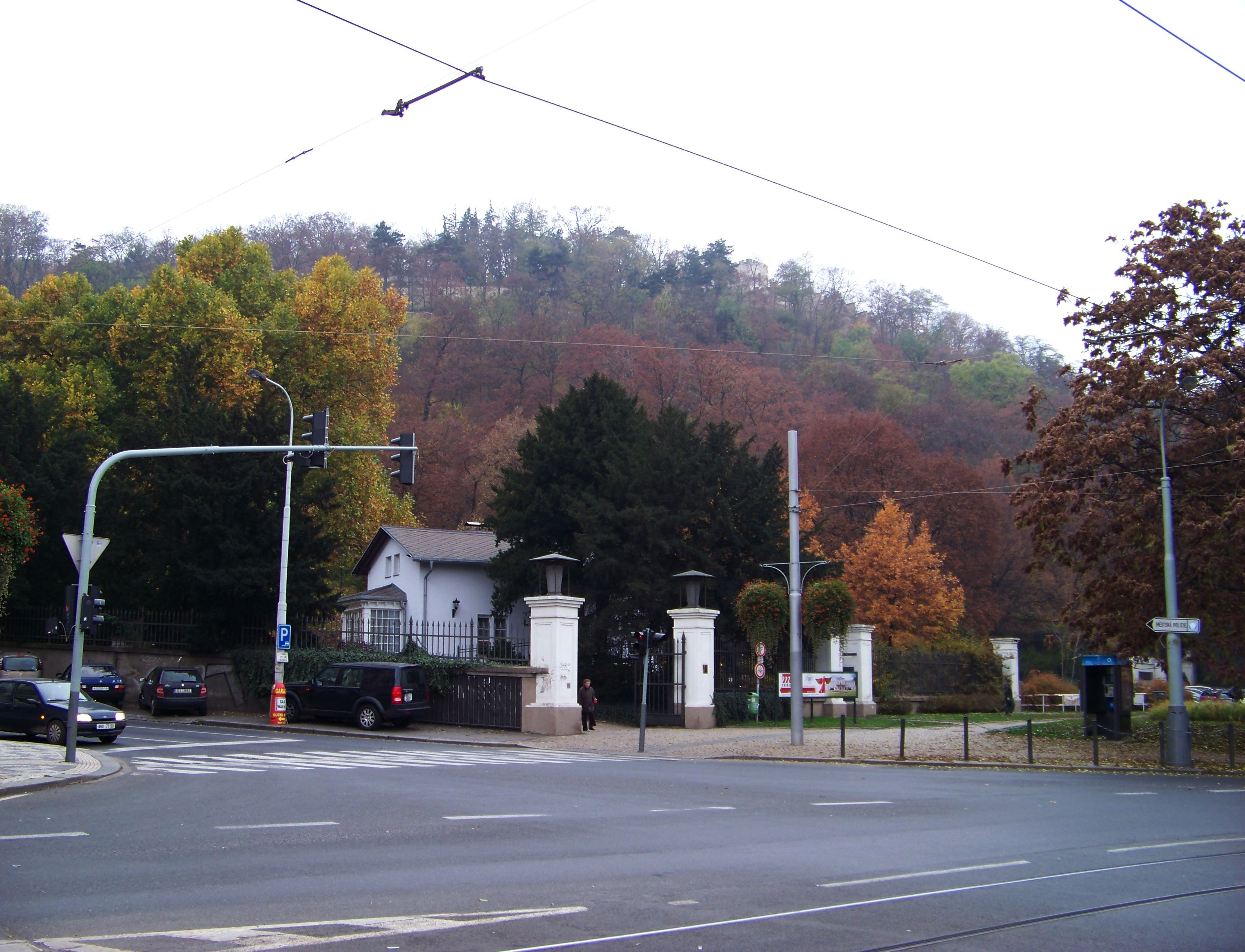
Hlavní vstup od náměstí Kinských
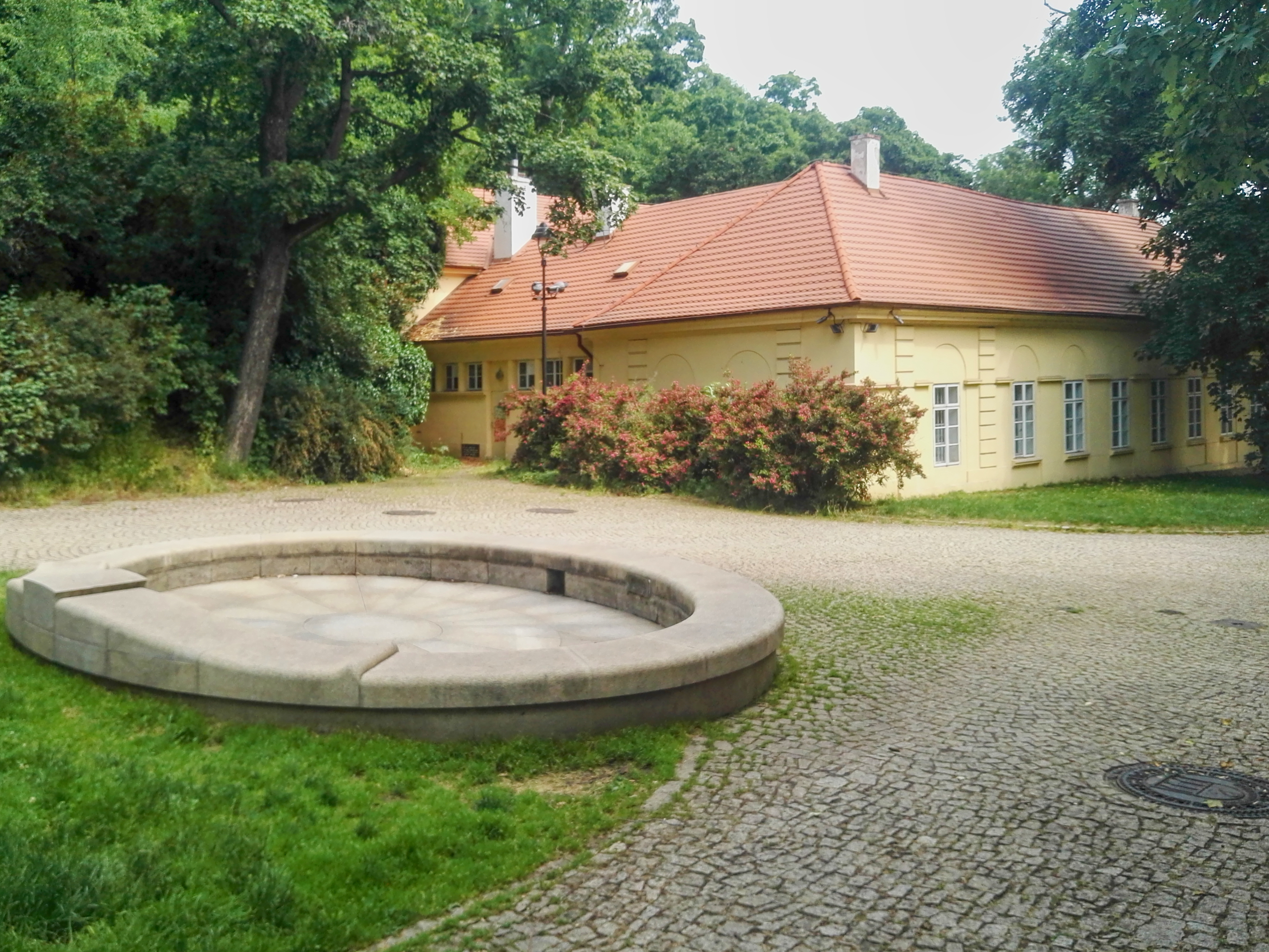
Švýcárna, bývalá kočárovna
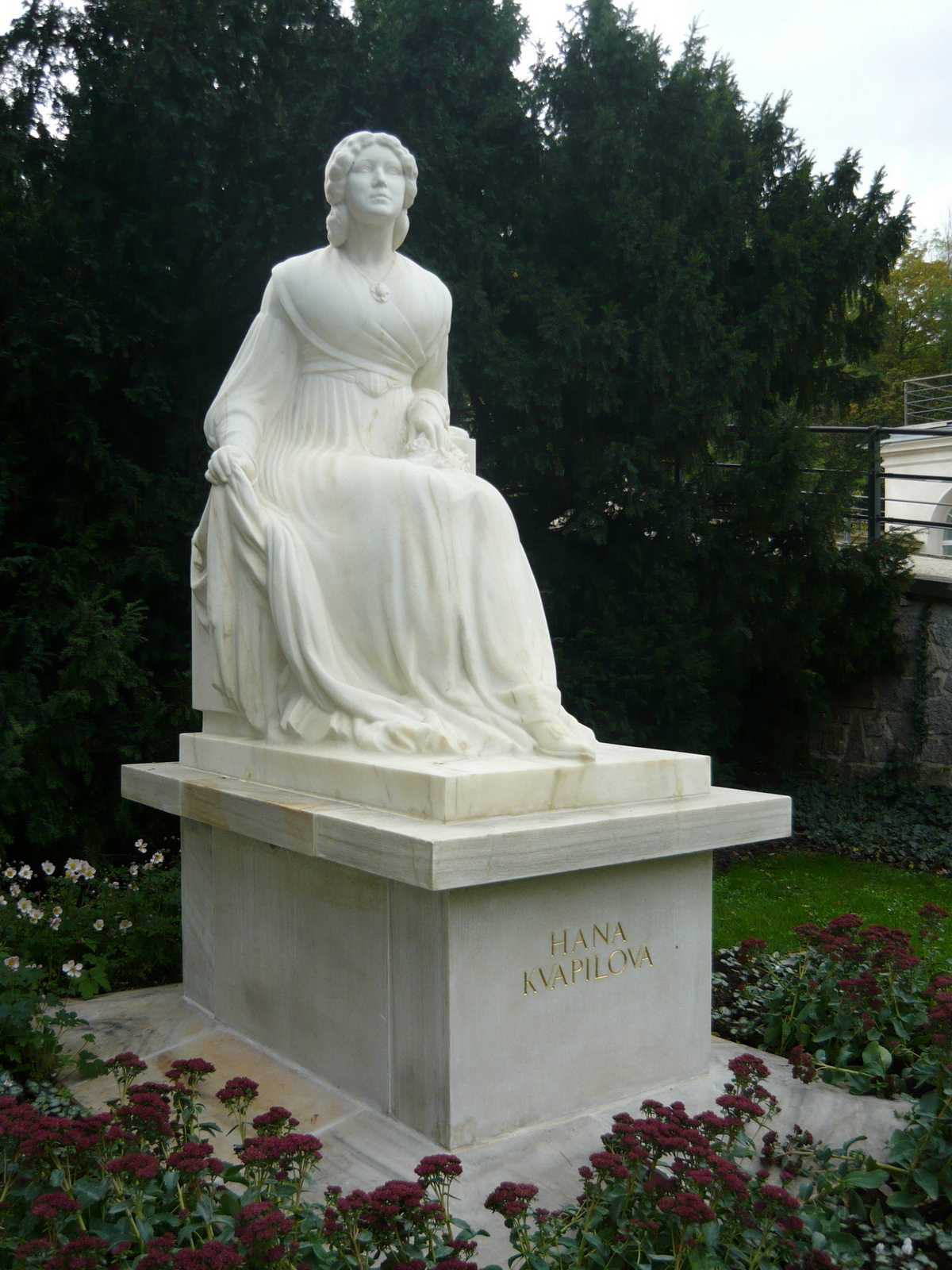
Pomník Hany Kvapilové
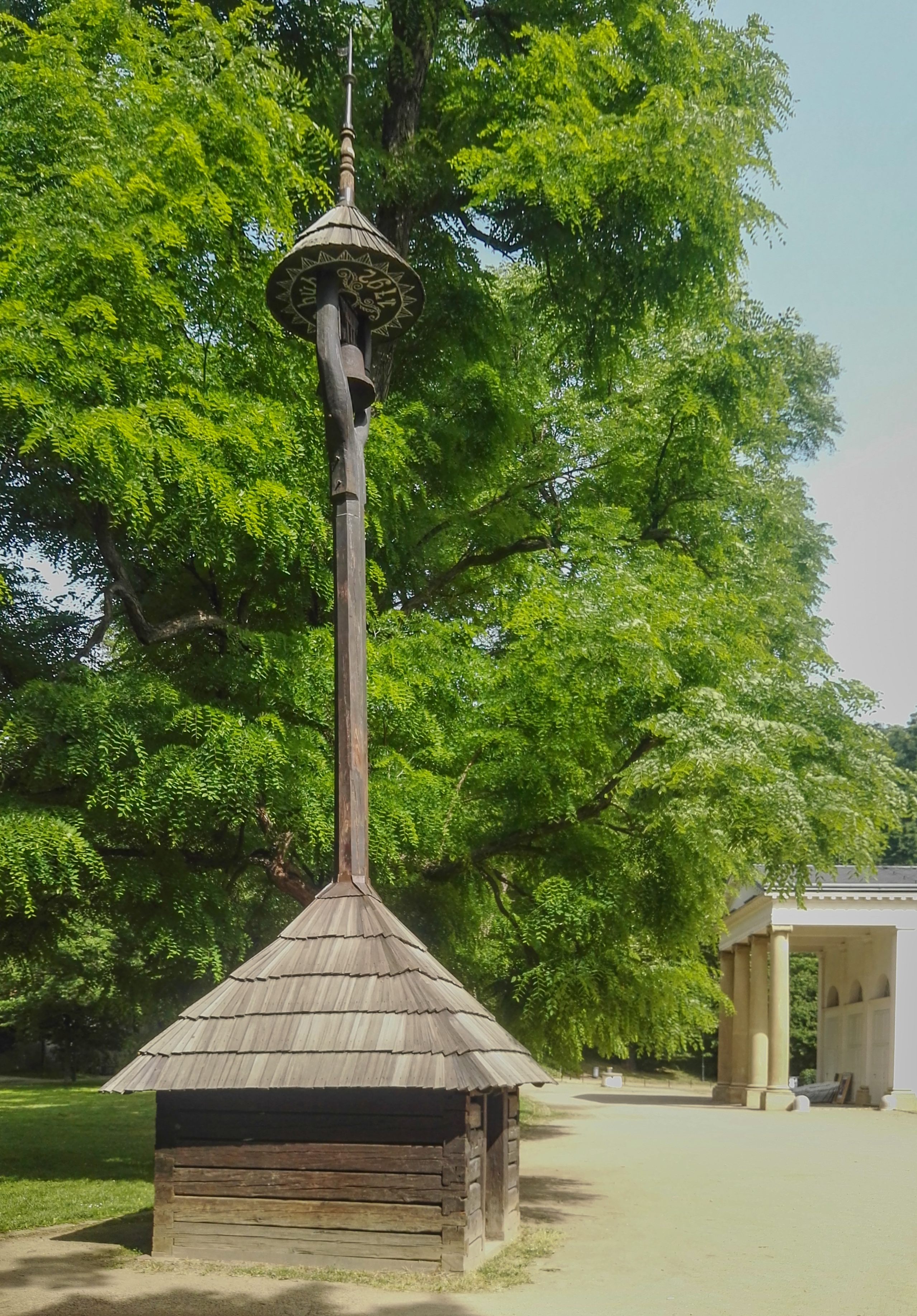
Dřevěná zvonička z Dolních Bojanovic
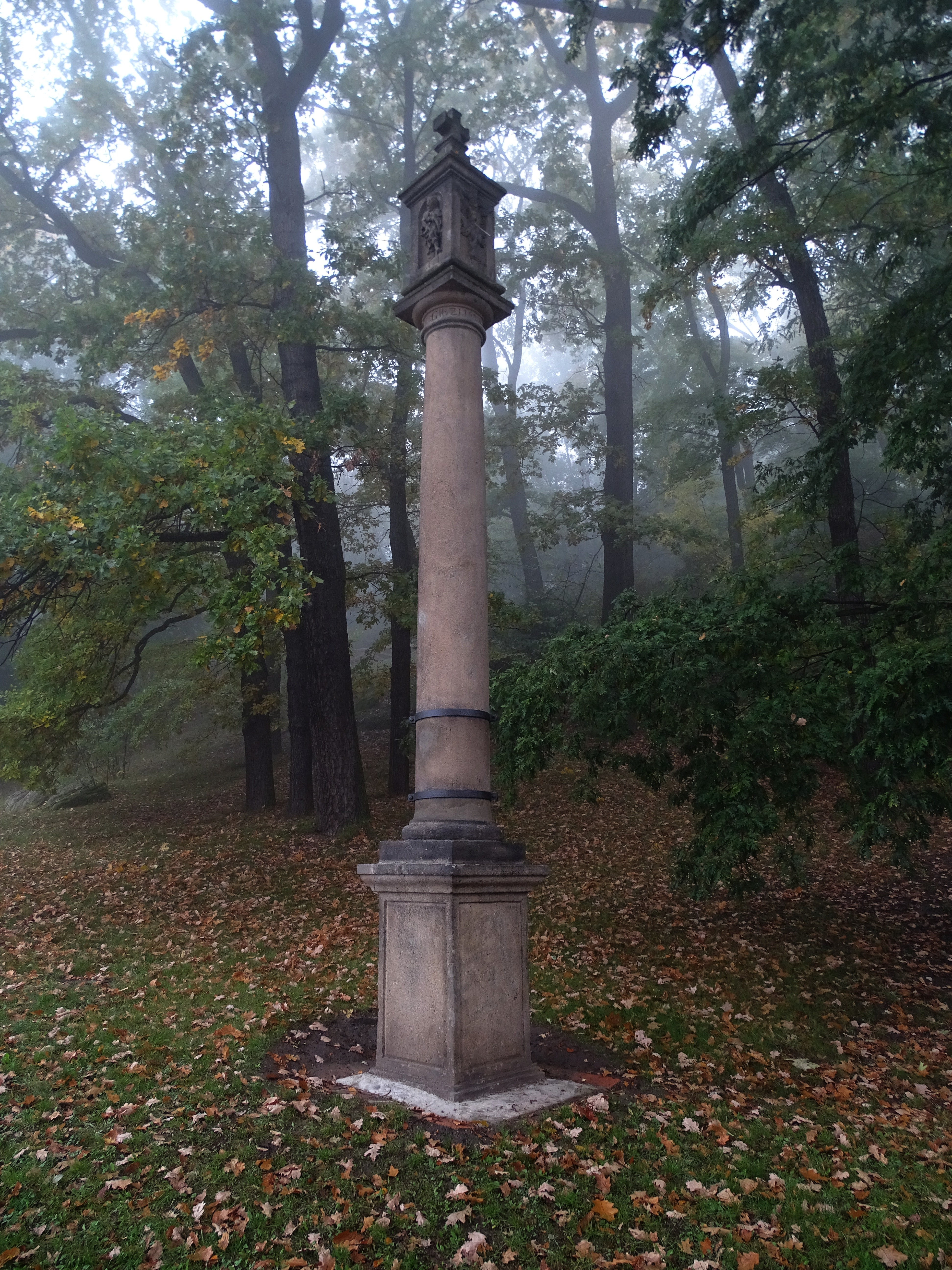
Boží muka
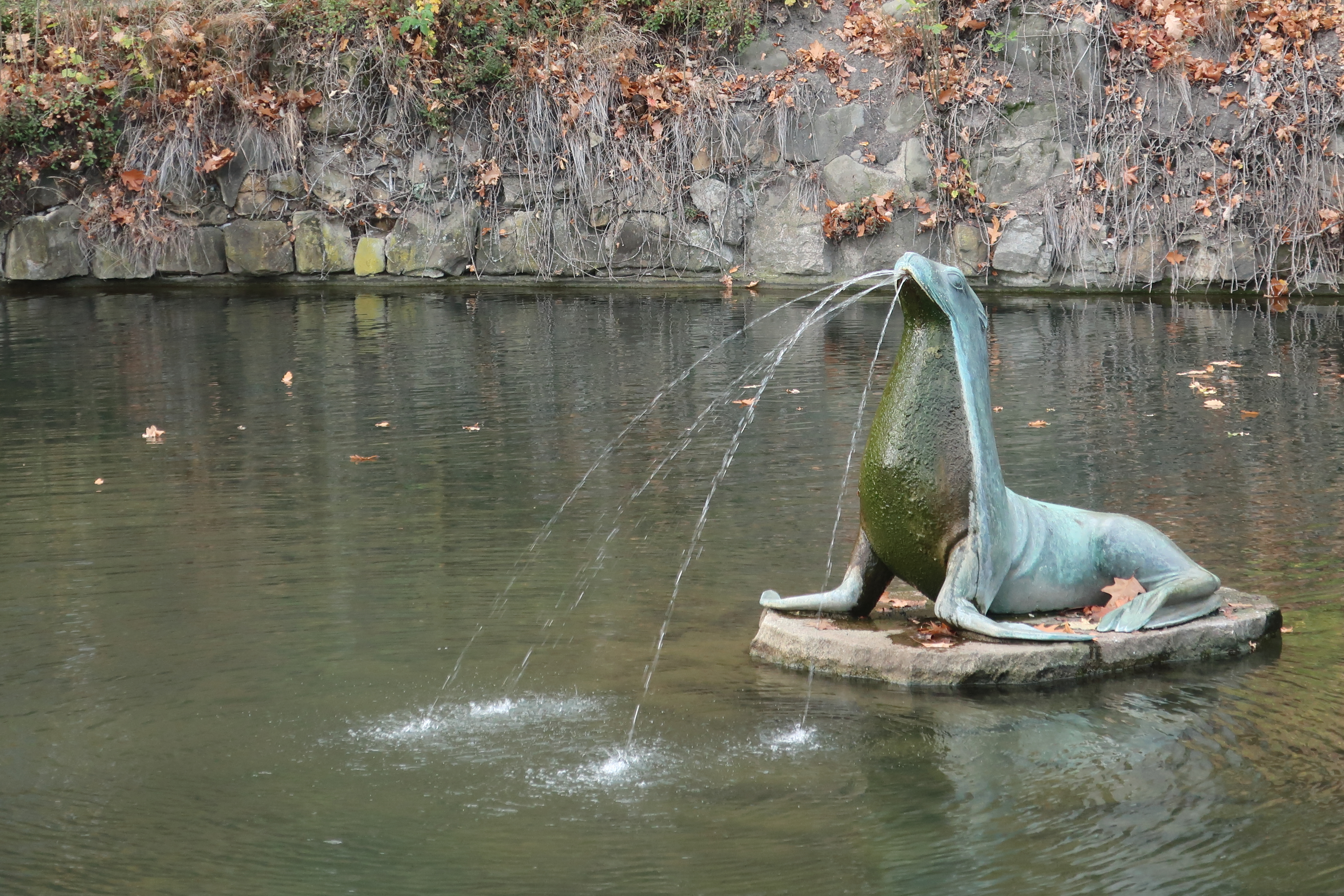
Socha lachtana v horním jezírku